# ケースブックメソッド
ケースブックメソッド (casebook method) とは、実際の事例研究を重視した教育方法のこと。アメリカ合衆国のロー・スクールやビジネススクールなどの、大学院教育において主に採用されている。ここでいう「ケース」とは、判例・事案・事象を指し、それを集めた物がケースブック (casebook) である。
米国においては成文法よりも判例法が主であるため、特定の法文を解釈し、そこから概念を読み取るだけではなく、具体的な事案に対する法律的判断から他の事案にも適用可能な法論理を抽出することが重視される。このため、米国の法律教育はほとんどがケースメソッドによるものとなっている。授業はいわゆる「ソクラテス・メソッド」と呼ばれる教師から生徒への問答形式で進められる。
なお、法学以外においても、経営学といった、理論よりも実践が重視される分野で、大学院教育において実際のケースの研究を中心に教育を行う場合があり、1924年に確立された米国のハーバード・ビジネス・スクールのケーススタディー教育は特に有名である。日本でも、日本ケースセンターを運営する名古屋商科大学大学院（名商大ビジネス・スクール）や慶應義塾大学大学院経営管理研究科（慶應ビジネス・スクール）が教授法としてケースメソッドに特化したカリキュラムを採用している。

## ケーススタディとケースメソッド
この両者は混同されがちだが、原点となるハーバード・ビジネス・スクールでは「ケースメソッド」と定義している。ケーススタディは当該事例を深く分析・研究することに主眼を置く一方で、ケースメソッドはそこに描写された「主人公」の意思決定を追体験することに主眼を置くことが多い。